# Lao Jianfeng
Lao Jianfeng, född 24 maj 1975, är en friidrottare från Kina. Han deltog vid olympiska sommarspelen 2000.